# Ligue des champions de la CAF 1999
Navigation
Édition précédente Édition suivante
La Ligue des champions de la CAF 1999 est la 35e édition de la plus importante compétition africaine de clubs. Le club vainqueur de la compétition est désigné champion d'Afrique des clubs 1999. Il s'agit également de la troisième édition sous la dénomination Ligue des champions. 

## Phase qualificative
Le tirage au sort des trois coupes d'Afrique des clubs: C1, C2, et C3 est effectué le 12 décembre 1998 au palais des expositions d'Abidjan.

### Tour préliminaire
| Équipe 1            | Résultat | Équipe 2                  | Aller | Retour |
| ------------------- | -------- | ------------------------- | ----- | ------ |
| Red Sea FC          | 1 - 3    | Rayon Sports FC           | 1 - 1 | 0 - 2  |
| ASAC Ndiambour      | -        | Invincible Eleven forfait | 4 - 0 | -      |
| USFA Ouagadougou    | 2 - 1    | Dragons de l'Ouémé        | 2 - 0 | 0 - 1  |
| CD Elá Nguema       | -        | Santana FC forfait        | -     | -      |
| Telecom Wanderers   | 3 - 2    | Scouts Club               | 0 - 1 | 3 - 1  |
| SS Saint-Louisienne | 6 - 0    | Red Star FC               | 2 - 0 | 4 - 0  |
| AS CotonTchad       | 2 - 3    | Al Mahalla                | 2 - 0 | 0 - 3  |
| Notwane FC          | 2 - 4    | Lesotho Defence Force FC  | 1 - 1 | 1 - 3  |
| Real de Banjul FC   | 1 - 3    | AS Kaloum Star            | 0 - 2 | 1 - 1  |

### Premier tour
| Équipe 1                 | Résultat | Équipe 2             | Aller | Retour |
| ------------------------ | -------- | -------------------- | ----- | ------ |
| Maji Maji FC             | 0 - 5    | Al Ahly SC           | 0 - 3 | 0 - 2  |
| Rayon Sports FC          | 3 - 1    | AFC Leopards         | 2 - 1 | 1 - 0  |
| ASAC Ndiambour           | 1 - 4    | Raja CA              | 1 - 0 | 0 - 4  |
| Djoliba AC               | 3 - 3E   | Coton Sport FC       | 2 - 0 | 1 - 3  |
| FC 105 Libreville        | 2 - 3    | ASEC Mimosas         | 1 - 0 | 1 - 3  |
| USFA Ouagadougou         | 2 - 6    | USM El Harrach       | 2 - 0 | 0 - 6  |
| CD Elá Nguema            | 0 - 9    | Hearts of Oak SC     | 0 - 3 | 0 - 6  |
| Villa SC                 | 7 - 2    | Mebrat Hail          | 5 - 0 | 2 - 2  |
| AS Kaloum Star           | 3 - 6    | Shooting Stars SC    | 3 - 0 | 0 - 6  |
| forfait CD Costa do Sol  | -        | DC Motema Pembe      | 0 - 1 | -      |
| Telecom Wanderers        | 1 - 5    | Mamelodi Sundowns FC | 1 - 2 | 0 - 3  |
| SS Saint-Louisienne      | 2 - 1    | DSA Antananarivo     | 1 - 0 | 1 - 1  |
| Al Mahalla               | 1 - 4    | ES Tunis             | 1 - 2 | 0 - 2  |
| Nchanga Rangers          | 1 - 2    | Al Hilal             | 1 - 0 | 0 - 2  |
| Vital’O FC               | 3 - 2    | Primeiro de Agosto   | 2 - 1 | 1 - 1  |
| Lesotho Defence Force FC | 0 - 4    | Dynamos FC           | 0 - 3 | 0 - 1  |

### Deuxième tour
| Équipe 1             | Résultat | Équipe 2            | Aller | Retour | Tab   |
| -------------------- | -------- | ------------------- | ----- | ------ | ----- |
| Al Ahly SC           | 3 - 1    | Rayon Sports FC     | 3 - 0 | 0 - 1  | -     |
| Raja CA              | 3 - 3    | Djoliba AC          | 2 - 1 | 1 - 2  | 7 - 6 |
| ASEC Mimosas         | 5 - 2    | USM El Harrach      | 4 - 0 | 1 - 2  | -     |
| Hearts of Oak SC     | 4 - 1    | Villa SC            | 3 - 0 | 1 - 1  | -     |
| Shooting Stars SC    | -        | DC Motema Pembe     | 2 - 0 | -      | -     |
| Mamelodi Sundowns FC | 3 - 5    | SS Saint-Louisienne | 1 - 1 | 2 - 4  | -     |
| ES Tunis             | 8 - 3    | Al Hilal            | 5 - 0 | 3 - 3  | -     |
| Vital’O FC           | 0 - 3    | Dynamos FC          | 0 - 2 | 0 - 1  | -     |

## Phase de groupes

### Groupe A
| Rang | Équipe            | Pts | J | G | N | P | Bp | Bc | Diff |  | Résultats (▼ dom., ► ext.) |     |     |     |     |
| ---- | ----------------- | --- | - | - | - | - | -- | -- | ---- |  | -------------------------- | --- | --- | --- | --- |
| 1    | Raja CA           | 11  | 6 | 3 | 2 | 1 | 4  | 2  | +2   |  | Raja CA                    |     | 1-1 | 1-0 | 1-0 |
| 2    | Al Ahly SC        | 10  | 6 | 3 | 1 | 2 | 11 | 7  | +4   |  | Al Ahly SC                 | 0-1 |     | 2-0 | 4-1 |
| 3    | Hearts of Oak SC  | 8   | 6 | 2 | 2 | 2 | 7  | 6  | +1   |  | Hearts of Oak SC           | 0-0 | 2-1 |     | 3-0 |
| 4    | Shooting Stars SC | 4   | 6 | 1 | 1 | 4 | 6  | 13 | -7   |  | Shooting Stars SC          | 1-0 | 2-3 | 2-2 |     |

### Groupe B
| Rang | Équipe              | Pts | J | G | N | P | Bp | Bc | Diff |  | Résultats (▼ dom., ► ext.) |     |     |     |     |
| ---- | ------------------- | --- | - | - | - | - | -- | -- | ---- |  | -------------------------- | --- | --- | --- | --- |
| 1    | ES Tunis            | 15  | 6 | 5 | 0 | 1 | 13 | 1  | +12  |  | ES Tunis                   |     | 3-0 | 1-0 | 5-0 |
| 2    | ASEC Mimosas        | 10  | 6 | 3 | 1 | 2 | 7  | 6  | +1   |  | ASEC Mimosas               | 1-0 |     | 2-0 | 3-1 |
| 3    | Dynamos FC          | 6   | 6 | 2 | 0 | 4 | 9  | 9  | 0    |  | Dynamos FC                 | 0-2 | 2-1 |     | 7-2 |
| 4    | SS Saint-Louisienne | 4   | 6 | 1 | 1 | 4 | 4  | 17 | -13  |  | SS Saint-Louisienne        | 0-2 | 0-0 | 1-0 |     |

## Finale
| Aller                    | Raja CA | 0 - 0 | ES Tunis | Stade Père-Jégo, Casablanca                        |                                                    |
| 27 novembre 1999 17 h 00 |         |       |          | Spectateurs : 10 000 Arbitrage : Mathabella Petros | Spectateurs : 10 000 Arbitrage : Mathabella Petros |
| 27 novembre 1999 17 h 00 | Rapport |       |          | Spectateurs : 10 000 Arbitrage : Mathabella Petros | Spectateurs : 10 000 Arbitrage : Mathabella Petros |

| Retour                   | ES Tunis                                   | 0 - 0             | Raja CA                                            | Stade olympique d'El Menzah, Tunis                      |                                                         |
| 12 décembre 1999 17 h 00 | Azaiez                                     |                   |                                                    | Spectateurs : 50 000 Arbitrage : Manuel Monteiro Duarte | Spectateurs : 50 000 Arbitrage : Manuel Monteiro Duarte |
| 12 décembre 1999 17 h 00 |                                            | Rapport           | 3e, 11e Jrindou ·                                  | Spectateurs : 50 000 Arbitrage : Manuel Monteiro Duarte | Spectateurs : 50 000 Arbitrage : Manuel Monteiro Duarte |
| 12 décembre 1999 17 h 00 | Badra · Kanzari · Gabsi · Chihi · El Ouaer | Tirs au but 3 - 4 | Khoubache · El Karkouri · Safri · Aboub · El Himer | Spectateurs : 50 000 Arbitrage : Manuel Monteiro Duarte | Spectateurs : 50 000 Arbitrage : Manuel Monteiro Duarte |

## Vainqueur
| Ligue des champions de la CAF Vainqueur 1999 |
| -------------------------------------------- |
| Raja Club Athletic Troisième titre           |